# Port lotniczy Tonj
Port lotniczy Tonj (ICAO: HSTO) – port lotniczy położony w Tondż, w Sudanie Południowym, stan Warrap.